# Notoperata sparsa
Notoperata sparsa là một loài Trichoptera trong họ Leptoceridae. Chúng phân bố ở miền Australasia.